# Rašeljka
Rašeljka (turska višnja, magriva, rašeljina, latinski Prunus mahaleb) je grm ili nisko stablo iz porodice ruža. Cvate bijelim cvjetovima iz kojih nastaju crne sitne koštunice. Plod je jestiv. U arapskim zemljama i Turskoj od plodova u koštici priprema se začin za slatka jela. Od drveta su se nekada izrađivale lule za pušenje.
Rasprostranjena je na području južne Europe i sjeverne Afrike. U Hrvatskoj raste na primorskim područjima, no ima je i u unutrašnjosti. Koristi se u hortikulturi.
Može se koristiti kao podloga kod cijepljenja višnje i trešnje.

## Vanjske poveznice
- Priroda i biljke - Rašeljka (Prunus mahaleb)
- Prunus mahaleb (Rosaceae) L. - rašeljka

### Ostali projekti
|  | Zajednički poslužitelj ima stranicu o temi Rašeljka    |
|  | Zajednički poslužitelj ima još gradiva o temi Rašeljka |
|  | Wikivrste imaju podatke o taksonu Rašeljci             |
|  | Wječnik ima rječničku natuknicu rašeljka               |

| Portal:Biologija | Portal: Biologija |